# 눌재강수유고 목판
눌재강수유고 목판(訥齋江叟遺稿 木板)은 충청북도 청주시 청원구에 위치해 있는 목판이다. 또한 눌재강수유고 목판은 1995년 6월 30일 충청북도의 유형문화재 제 177호로 지정되었다.

## 개요
밀양 박씨 문중에서 조선 현종 7년(1666)에 눌재 박증영(1464∼1493)과 그의 아들 강수 박훈(1484∼1540)의 시문집을 만들기 위하여 판각한 것으로, 송시열이 지은 서문과『눌재·강수유고』문필을 모아 1책으로 엮었다.
박증영은 조선 전기의 학자로, 1483년 문과에 급제하여 홍문관교리 등의 벼슬을 했다. 문장에 뛰어나 이름을 떨쳤고, 매우 청렴하여 사람들이 늘 존경하였다. 그의 아들 박훈은 1519년 문과에 급제하여 동부승지까지 올랐고, 나라의 그릇 즉 ‘국기(國器)’라는 칭송을 들었다. 
판목은 그동안 청원군 공효사에 소장하다가 1982년부터 강외초등학교 향토사자료관에 전시되어 왔는데, 1993년부터 청주대학교 박물관으로 이관되어 소장하고 있다. 이 판목은 본래 38장이었을 것으로 추정되나 7장이 소실되고 현재 31장이 남아 있다. 
『눌재강수유고』는 1902년에 속간한 활자본인데 현재 규장각, 국립중앙도서관 등에 소장되어 있으나 청주대학교 박물관에 소장된 이 판목은 아직 그 인쇄본이 발견되지 않은 희귀 자료로 문화재적인 가치가 크다고 할 수 있다.

## 참고 자료
- 눌재강수유고 목판 - 국가유산청 국가유산포털